# Nadškofija Keewatin-Le Pas
Nadškofija Keewatin-Le Pas je rimskokatoliška nadškofija s sedežem v Le Pasu (Manitoba, Kanada).

## Geografija
Nadškofija zajame področje 430.000 km² s 110.025 prebivalci, od katerih je 42.218 rimokatoličanov (38,4 % vsega prebivalstva).
Nadškofija se nadalje deli na 49 župnij.

## Nadškofje
- Paul Dumouchel (13. julij 1967-7. november 1986)
- Peter Alfred Sutton (7. november 1986-25. marec 2006)
- Sylvain Lavoie (25. marec 2006-danes)